# Ischnopopillia bivittata
Ischnopopillia bivittata är en skalbaggsart som beskrevs av Lin 1988. Ischnopopillia bivittata ingår i släktet Ischnopopillia och familjen Rutelidae. Inga underarter finns listade i Catalogue of Life.